# Hiromi Hara
Hiromi Hara (原 博実, Hara Hiromi, Nasushiobara, 19 oktober 1958) is een Japans voormalig voetballer die als aanvaller speelde.

## Clubcarrière
In 1977 ging Hara naar de Waseda-universiteit, waar hij in het schoolteam voetbalde. Nadat hij in 1981 afstudeerde, ging Hara spelen voor Mitsubishi Motors. Met deze club werd hij in 1982 en 19 kampioen van Japan. Hara veroverde er in 1981 de JSL Cup. In 11 jaar speelde hij er 192 competitiewedstrijden en scoorde 65 goals. Hara beëindigde zijn spelersloopbaan in 1992.

## Japans voetbalelftal
Hiromi Hara debuteerde in 1978 in het Japans nationaal elftal en speelde 75 interlands, waarin hij 37 keer scoorde.

## Statistieken
| Japans voetbalelftal | Japans voetbalelftal | Japans voetbalelftal |
| Jaar                 | Wed.                 | Dlp.                 |
| -------------------- | -------------------- | -------------------- |
| 1978                 | 6                    | 1                    |
| 1979                 | 2                    | 0                    |
| 1980                 | 5                    | 2                    |
| 1981                 | 10                   | 1                    |
| 1982                 | 6                    | 3                    |
| 1983                 | 10                   | 6                    |
| 1984                 | 7                    | 5                    |
| 1985                 | 10                   | 5                    |
| 1986                 | 6                    | 7                    |
| 1987                 | 11                   | 7                    |
| 1988                 | 2                    | 0                    |
| Totaal               | 75                   | 37                   |